# Belagerung von Jaffa
Shubrakit – Pyramiden – Salihiyya – Abukir I – al-Arisch – Jaffa – Akkon – Berg Tabor – Abukir II – Heliopolis – Alexandria I – Kairo – Alexandria II
Die Belagerung von Jaffa fand vom 3. bis 7. März 1799 in der damals osmanischen Stadt Jaffa im Rahmen der Ägyptischen Expedition statt. Unmittelbar nach der Belagerung von al-Arisch besiegten französische Truppen unter Napoléon Bonaparte osmanische Truppen unter Ahmed al-Dschezzar.

## Ablauf
Am 3. März bezog die Avantgarde General Klébers zwei Meilen von der Stadt entfernt auf der Straße nach Akkon Stellung, während die Divisionen unter Bon und Lannes die Belagerungslinien verstärkten. Frühmorgens am 7. März forderten ein Parlamentär und ein Trompeter auf Napoleons Befehl beim Stadtkommandanten die Übergabe der Stadt. Beide wurden geköpft und ihre Köpfe an der Stadtmauer aufgespießt. Am selben Abend wurde die Stadt von den Franzosen eingenommen, worauf sie mit Napoleons Billigung 24 Stunden lang geplündert werden durfte.
Die Ermordung der französischen Parlamentäre, die Tatsache, dass sich unter den Verteidigern Jaffas auch etwa 900 Mann der Besatzung von al-Arisch befanden, die ihr bei ihrer Freilassung gegebenes Versprechen, nicht mehr gegen die Franzosen zu kämpfen, gebrochen hatten, aber auch die Unmöglichkeit, die vielen in Gefangenschaft geratenen Verteidiger Jaffas zu bewachen und zu versorgen, ließen in Napoleon den Entschluss reifen, sich dieser Gefangenen zu entledigen. Bei diesem als „Massaker von Jaffa“ bekannten Gemetzel wurden zwischen 2.400 und über 4.000 osmanische Kämpfer sowie Zivilisten umgebracht, die meisten davon Albaner. Die Franzosen trieben die Gefangenen ans Meer, wo sie erschossen oder mit Bajonetten erstochen wurden.
Nach der erfolglosen Belagerung von Akkon, der letzten Etappe des Syrienfeldzuges, bei der die französischen Truppen den Briten und Osmanen unterlagen, zog sich Napoleon aus Palästina zurück. Nach seinem Abzug bauten die mit den Türken verbündeten Briten die Stadtmauern Jaffas unter dem Kommando von Admiral Smith wieder auf.